# Majski Trtnik
Majski Trtnik je naseljeno mjesto u sastavu Grada Gline, u Banovini (Banija), Hrvatska.
Selo je podijeljeno na dva dijela: prvi dio koji je na asfaltu sa zaseokom Pločića i Kralja i drugim dijelom koji je odvojen urušenim seoskim putem i preorjentiranim na susjedno selo Vlahović (Lavić). Selo graniči sa selima: Majom, Glinskim Drenovcem, Vlahovićem (Lavić), Ravnim Rašćem, Glinskim Trtnikom i Brnjeuškom.
S istočne strane sela prolazi rječica Bručina koja se ulijeva u rijeku Maja i mali potok sa zapadne strane.
Selo je povezano s Glinom i Petrinjom asfaltnom cestom i prugom. Selo je imalo svoju lokalnu željezničku postaju, koja je usluživala i ostala okolna sela Maju, Glinski Drenovac i Ravno Rašće. Danas selo s Glinom povezuje autobus.

## Povijest
Nastanku i razvoju sela je najvjerojatnije doprinijela 'rimska' cesta, čiji dio i danas prolazi kroz selo, a koja je povezivala Sisak u čijoj se blizini nalazio rimski vojni štab 'Praetorium' s rimskim kupalištem u Topuskom. U okolici sela i u susjednim predjelima pronađen je novac i predmeti iz doba rimskog cara Augusta, što opisuje prof. Mihajlo Kunić u svojoj knjizi „Mineralbades Topusko“ iz 1827. god.
Selo u današnjem obliku je nastalo vjerojatno tijekom 6. – 7. stoljeća dolaskom Hrvata na ove prostore, što dokazuju toponimi isključivo proizašlih iz hrvatskog jezika.
Po dolasku turaka mještani sela su, pod neviđenim presijama toga doba, prinuđeni napustiti selo i zajedno s ostalim stanovništvom iz regije otići i naseliti se na području Južne Moravske, u današnjoj Češkoj Republici. Najbolji dokaz ovoga su hrvatska imena mjesta u okolici grada Brno, kao na primjer mjesto Hlina (što znači glina) koje je ime dobilo po gradu Glini. U ovim mjestima i danas živi nekoliko hrvatskih porodica iako ih je većina prisilno razmješteno 1945. god. zbog naklonosti prema sudetskim Nijemcima tijekom Drugog svjetskog rata. Zanimljivo je napomenuti da su izbjeglice iz okolice Gline odnijeli i 'Lončarski zanat' sa sobom pa tako danas imamo u Brnu priznate studije za izradu keramike iako u okolici Brna nema gline za izradu keramičkih predmeta.
Krajem 17. stoljeća, selo ponovo oživljava naseljavanjem hrvatskog i vlaškog stanovništva Grkokatoličke vjeroispovijesti na opustošena imanja prijašnjih Hrvata i njihovu napuštenu zemlju.
Kasnije stanovništvo, kako turska vlast slabi, prelazi pod Austrougarsku upravu. Vojne formacije sačinjene od lokalnog stanovništva nazivaju se 'Haramije' izvedeno od turske riječi 'Haraam' (Arabic: حَرَام‎ ḥarām) što u prijevodu znači 'grešnici'. Njihovo učešće spominje se, pored čuvanja granice Korduna, Banovine i Slavonije od turaka, u gušenju 'Seljačke bune' predvođene Matijom Gupcem.
Oslobođenjem od Turaka selo, koje je dotad pripadalo gradu Glina, potpada administrativno pod mjesto Maja.
Selo je prije Prvog svjetskog rata bilo naseljeno s preko sto pravoslavnih obitelji i nekoliko hrvatskih. Poslije Prvog svjetskog rata dolazi do iseljavanja jednog dijela seljana u istčnu Slavoniju i Vojvodinu, dok se doseljava samo par obitelji.
Između dva svjetska rata seljani grkokatoličke vjeroispovijesti se listom izjašnjavaju kao Srbi, što je posljedica ujedinjenja svih pravoslavnih crkava na području Srbije, Vojvodine, Bosne, Hercegovine, Makedonije, Crne Gore i Hrvatske u jedinstvenu Srpsku patrijaršiju pri nevoljnim pristankom patrijaršije u Niceji. Podaci o tome su nađeni u crkvi sv. Ilije u susjednom selu Vlahović.
U Drugom svjetskom ratu, selo biva djelomično spaljeno, kao odmazda za ubijena dva hrvatska žandara 1941. god. kod seoskog groblja početkom formiranja NDH. Tijekom odmazde, manji dio srpskog stanovništva je pobijen na licu mjesta, a dio u Grabovcu. Ostali su odvedeni u Jasenovac s namjerom da budu poslati na rad u Njemačku. Zarad lošeg stanja stečenog u Jasenovačkom logoru njemački doktori u Sloveniji, prilikom transporta u Njemačku, oslobađaju većinu zarobljenika koji se vraćaju i listom pristupaju 7. Banijskoj Diviziji. Zanimljiv podatak (po priči preživjelih stanovnika) je prisustvo talijanskih trupa u selu i okolici tijekom 1942. –1943. odnosno do kapitulacije Italije kada kontrolu preuzimaju Nijemci. Razlog konstantnog prisustva stranih trupa je pruga i lager koji se nalaze u selu.
Po završetku rata selo se ponovo obnavlja pomoću državnih sredstava i prisilnim radom zarobljenih hrvatskih domobrana, ali sa značajno smanjenim stanovništvom na oko 300 seljana.
Preživjeli pripadnici hrvatskog naroda se iseljavaju u druga mjesta ostavljajući imanja koja su i danas pusta, u strahu od srpske odmazde zbog ustaških zločina, dok srpsko stanovništvo također masovno napušta selo ali zbog povlašćenosti u dobivanju zaposlenja u državnim firmama.
U zadnjem 'Domovinskom ratu 1991-1995' selo ulazi u sastav SAO Krajina.
Tijekom vojno redarstvene operacije Hrvatske vojske i policije 'Oluja' srpsko stanovništvo odlazi u Srbiju i Republiku Srpsku bez žrtava. Oštećeno je par kuća tako da je selo sačuvano u cijelosti. Do danas se vratilo oko četrdesetak starijih osoba većinom srpske nacionalnosti.
Selo je poslije ukidanja Općine Maja administrativno pripalo gradu Glina.

## Stanovništvo
Prema popisu stanovništva iz 2001. godine, naselje je imalo 56 stanovnika te 27 obiteljskih kućanstava.
| broj stanovnika | 364   | 392   | 403   | 474   | 521   | 542   | 534   | 562   | 334   | 327   | 305   | 238   | 193   | 166   | 56    | 36    | 18    |
|                 | 1857. | 1869. | 1880. | 1890. | 1900. | 1910. | 1921. | 1931. | 1948. | 1953. | 1961. | 1971. | 1981. | 1991. | 2001. | 2011. | 2021. |

### Nacionalni sastav, 1991.
| Majski Trtnik      |               |
| godina popisa      | 1991.         |
| Srbi               | 165 (99,39 %) |
| Hrvati             | 0             |
| Jugoslaveni        | 0             |
| ostali i nepoznato | 1 (0,60 %)    |
| ukupno             | 166           |

## Gospodarstvo
U selu je bilo razvijeno stočarstvo zahvaljujući blizini tvrtke "Gavrilović". Uz stočarstvo selo posjeduje i bogat drvni fond zbog čega se i željeznička postaja u selu zvala Lager. 